# Vespa orientalis
Vespa orientalis és una espècie d'himenòpter apòcrit de la família dels vèspids (Vespidae). És originària del sud-est d'Europa fins a l'Àsia central i nord-est d'Àfrica i ha estat introduïda a diverses parts del món. Se n'ha descrit la presència incidental a València i Barcelona.
Fa el seu niu sota terra i es comunica usant vibracions. Té una banda groga en la seva cutícula (exoesquelet) que li permet captar la llum solar per a generar un petit potencial elèctric i energia. Són plagues importants de l'abella de la mel. El seu fibló pot ser dolorós i algunes persones en són al·lèrgiques. La seva alimentació és variada i inclou la fruita i la carronya.

## Morfologia

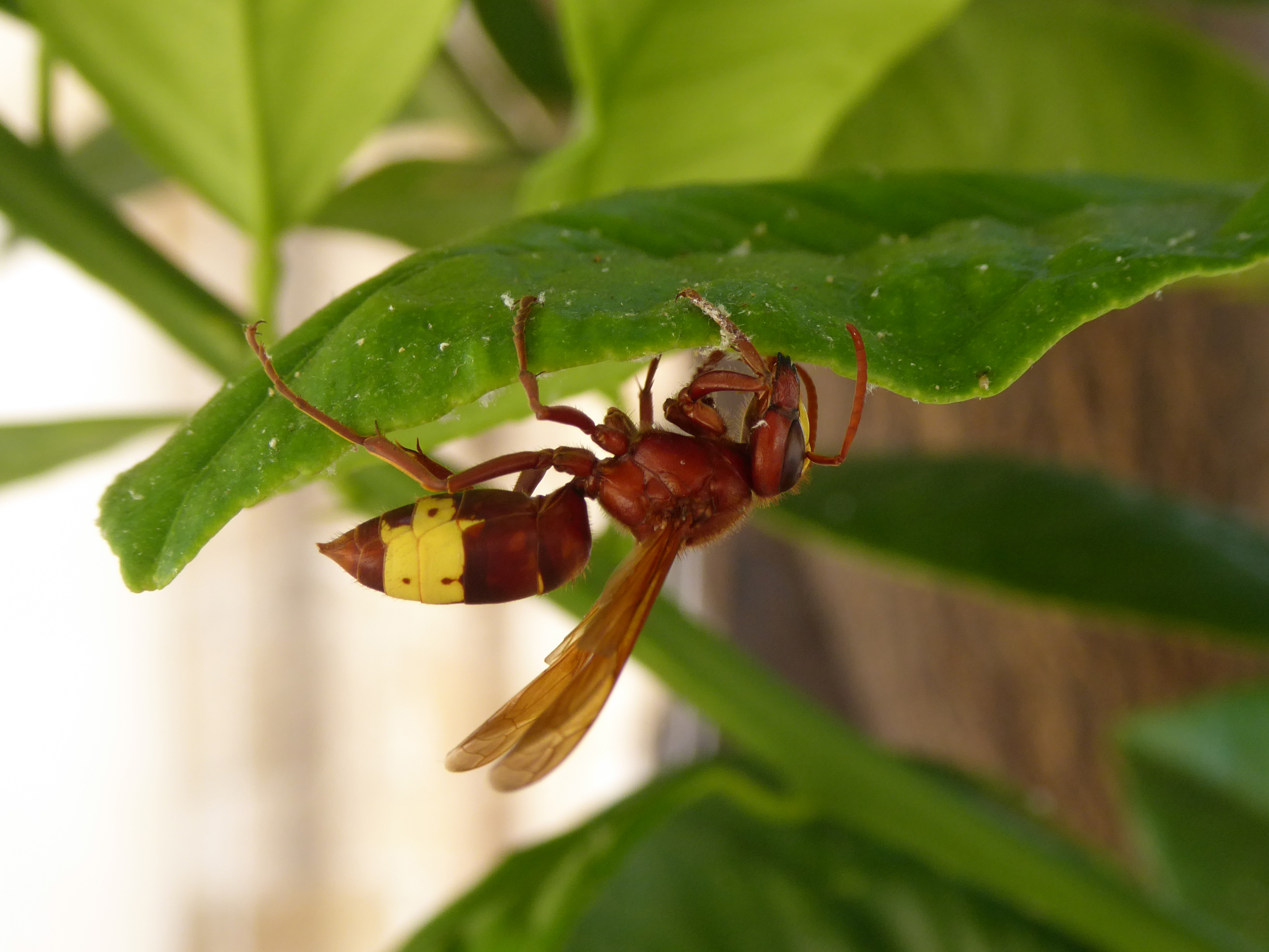
Vista lateral d'un imago de V. orientalis amb la característica ornamentació abdominal

L'adult de la vespa oriental té dos parells d'ales i el seu cos mesura 25 a 35 mm de llargada. La reina és més grossa que els mascles i les obreres. Vespa orientalis és de color marró vermellós i té bandes grogues gruixudes a l'abdomen i taques grogues al cap entre els ulls. Els mascles tenen un nombre diferent de segments (13) en les antenes que en el cas de les femelles són 12.

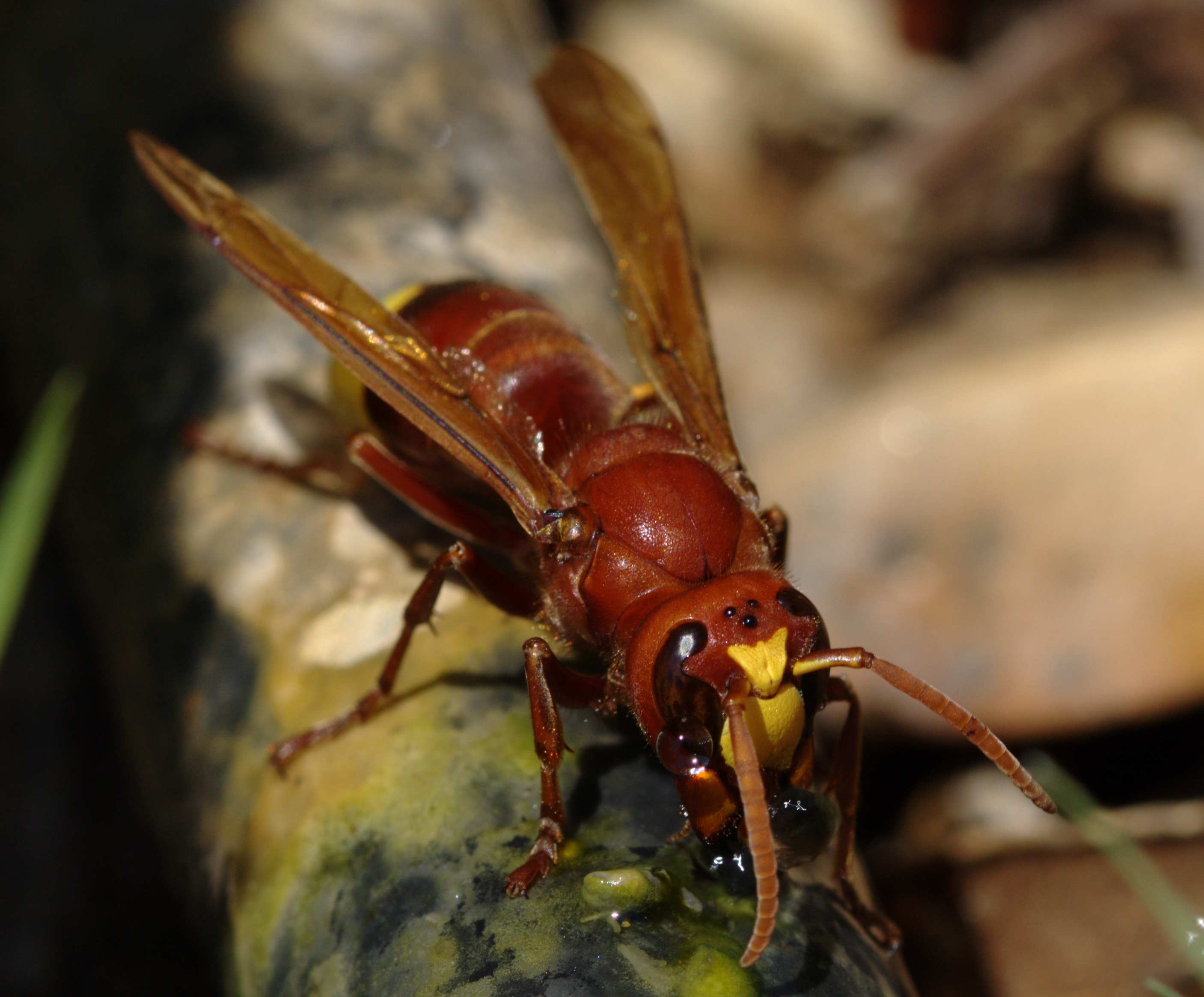
Vespa orientalis

V. orientalis té una morfologia similar a Vespa crabro i no s'ha de confondre amb Vespa mandarinia d'Àsia oriental.

## Captació d'energia solar
La majoria de les vespes són més actives a principi del matí, però la vespa oriental és l'única que mostra un màxim d'activitat al migdia. Les vespes orientals excaven els seus nius subterranis traient la terra amb les seves mandíbules. L'excavació està correlacionada amb la insolació (energia solar). Com més insolació més activa és la vespa oriental. Aquest comportament durant el dia és possible pel fet que Vespa orientalis amb la seva cutícula és capaç de recollir l'energia solar. Aquesta cutícula conté el pigment groc anomenat xantopterina i melanina. Hi ha molta recerca científica sobre aquest aspecte.